# Hospital Pediátrico Juan Pablo II
El Hospital Pediátrico Juan Pablo II es un hospital público de la ciudad de Corrientes (Argentina). Se encuentra en la calle avenida Artigas 1435.

## Historia
El hospital Pediátrico Juan Pablo II fue inaugurado en 1997. El nosocomio ofrece medicina de alta complejidad a la población menor de 16 años.
En 2014 el hospital se suma al sistema de telemedicina del Hospital Garrahan.
En 2017 se amplía  la estructura edilicia del hospital.

## Especialidades
- Cirugía General
- Traumatología
- Oftalmología
- Otorrinolaringología